# 八雲神社 (岐阜市)
八雲神社（やくもじんじゃ）は、岐阜県岐阜市にある神社。

## 概略
創建時期は不詳。この地域に荘園「市橋荘」が存在したころから鎮座していたという。
織田信雄が美濃国厚見郡正六位上楡賀保明神を岐阜城攻防戦による戦乱から避けるため、八雲神社、本荘神社、六條神社の3つの神社に分霊したという。
美濃国厚見郡爪村、西庄村、藪田村の総社であり、牛頭天王とも称していた。江戸時代になると三村神社に改称。1874年（明治7年）に八雲神社に改称する。1908年（明治41年）に稲葉郡市橋村の郷社となる。
1971年（昭和46年）、岐阜県神社庁より銀幣社に指定される。

## 祭神
- 素盞嗚尊

## 境内社祭神
- 迦具土大神
- 倉稲魂大神 - 西宮神社（1921年（大正10年）に遷座[2]）
- 馬頭観世音菩薩

## その他
- 素盞嗚尊の八岐大蛇退治に因み、例大祭では、八雲神社は八岐大蛇の頭、本荘神社八岐大蛇の胴、六條神社は八岐大蛇の尾を模した鱗餅を奉納していたが、六條神社以外は長らく途絶えていたが、本荘は2006年（平成18年）から復活している[1]。

## 所在地
- 岐阜県岐阜市西荘2丁目17-21